# Geschichte der Prostitution in Bayreuth
Die Geschichte der Prostitution in Bayreuth lässt sich bis ins späte Mittelalter zurückverfolgen.
Die öffentliche Behandlung des Themas Sexualität war bis in die Mitte der 1960er Jahre weitgehend tabuisiert. Die Bayreuther Stadtgeschichtsschreibung schweigt sich darüber fast vollständig aus.

## Mittelalter und frühe Neuzeit
Da der gesamte städtische, kirchliche und herrschaftliche Aktenbestand bei der Zerstörung der Stadt durch die Hussiten im Februar 1430 ein Raub der Flammen wurde, ist aus der Zeit davor über „käufliche Liebe“ nichts überliefert. Dennoch lässt sich die Geschichte der Prostitution in Bayreuth zumindest bis in das 15. Jahrhundert zurückverfolgen. Dass sie damals durchaus praktiziert wurde, lässt sich beispielsweise am Konzil von Konstanz (1414–1418) belegen. Dorthin waren rund 1500 „Dirnen“ gereist, um die kirchlichen und weltlichen Würdenträger bei Laune zu halten. Beim Konzil von Basel sollen 1431 sogar 1800 Prostituierte für die Befriedigung der Delegierten gesorgt haben.
Erste überlieferte Bayreuther „freie Tochter“ war eine Agnes, die 1491 in Nürnberg aktenkundig wurde. Bei aller Aufgeschlossenheit und Akzeptanz der mittelalterlichen Gesellschaft gegenüber den Prostituierten befand sich auch ihr Platz am äußersten gesellschaftlichen Rand. Die „Huren“ zählten zu den „unehrlichen Leuten“ ohne Ehre und Ansehen. Die unterste Stufe der unehrlichen Berufe teilten sie mit den Henkern, auch die Kinder „Unehrlicher“ blieben das meist ihr Leben lang. Henker und Huren gingen daher oft eine berufliche Allianz ein, oft oblag dem Henker die Betreuung des städtischen Bordells.
Zum „Abschaum“ der mittelalterlichen Gesellschaft Bayreuths gehörten die „Gassenhuren“, die ihre Dienste auf der Straße anboten. Etwas angesehener waren die „Lustdirnen“ des Frauenhauses. 1457 wurde erstmals ein Bordell in der damals knapp 2000 Einwohner zählenden Stadt erwähnt. Das „Frawen-Hawß“ aufzusuchen war nur unverheirateten Männern erlaubt. Für Juden war es verboten, da aus Sicht der Kirche der Geschlechtsverkehr zwischen ihnen und Christen Ketzerei war.
Das Frawenhaws brachte dem Stadtsäckel Jahr für Jahr Einnahmen, die als „Frawenzinß“ bezeichnete Steuerabgabe des Bordells. Wie in vielen Städten war es nahe der Stadtmauer angesiedelt, in Bayreuth zunächst in wechselnden Häusern der Frauengasse, die diesen Namen aus diesem Grund nach wie vor trägt. Für das Jahr 1520 lässt sich sein Standort erstmals exakt nachweisen. Markgraf Kasimir verlangte anlässlich seines Umzugs mit seinem Hofstaat von Kulmbach nach Bayreuth von der Stadtverwaltung, ihm ein Bordell bereitzustellen. Hierfür erwarben die Stadtväter ein Haus nahe dem 1611 abgebrannten Rathaus am unteren Markt. Dem Steuerverzeichnis von 1686 ist zu entnehmen, dass unter dem Markgrafen Christian Ernst „eine Hur mit einem Kindt“ für einen befürchteten Kriegsfall eine Sonderkopfsteuer von 30 Kreuzern zu entrichten hatte.
Ob es in den beiden öffentlichen „Badstuben“ Prostitution gab, lässt sich nicht belegen. Ab dem 17. Jahrhundert ist archivarisch kein Bordell mehr nachweisbar. Erst ab April 1892 ist in der Stadt wieder ein „Öffentliches Haus“ dokumentiert.
1746 erschien das markgräfliche Gesetzeswerk Corpus Constitutionum, das auch Fragen des Geschlechtsverkehrs im Fürstentum Bayreuth regelte. Die Herrscher „von Gottes Gnaden“ ahndeten schon harmlose Vergnügungen wie den „Abendtanz“ mit empfindlichen Geldstrafen. Die Strafen für „illegitime“ sexuelle Handlungen waren hart: Geldbuße, Züchtigung, Pranger, Gefängnis, Abschneiden der Ohren, Landesverweis, Todesstrafe. Gewöhnliche „Hurerei“ wurde meist „nur“ mit Körperverletzung wie Auspeitschen bestraft. Markgraf Friedrich III. ließ „in Unzucht ergriffene Weibes-Person“[en] 1745 „in dem Huren-Karren gespannet durch die Gassen der Stadt führen“.
Ging es um die „Hurerei“ ihrer Soldaten, so gaben alle Markgrafen ausschließlich den Frauen die Schuld. Christian Ernst verfügte 1699, dass gerichtliche Klagen geschwängerter Dirnen „ohne pardon“ abgewiesen werden sollten. Sie sollten sich „keine Hoffnung zur Alimentation des Kindes“ machen, so zustande gekommene Eheversprechen seien „null und nichtig“. Erst mit der Übernahme des Fürstentums Bayreuth durch Preußen konnten Soldaten ab 1792 „gemeine Dirnen“ heiraten.
In der Zeit des Biedermeier (1815 bis 1848) herrschte ein Klima von Repression, Denunziantentum, Missgunst und Intoleranz. Die Obrigkeit veranstaltete eine Art Hetzjagd auf die „Töchter der Nacht“, und obwohl mit dem Ende des Biedermeier einige politische und gesellschaftliche Zwänge gelockert wurden, betraf das die sexuelle Bevormundung kaum. 1847 wurde die „Lustdirne“ Adeline Gebhard wegen „unsittlichen Lebenswandels“ ausgepeitscht und für vier Monate eingesperrt. Noch 1909 wurde die 18-jährige Magdalena Messerer aus dem nahen Creußen wegen „Gewerbsunzucht“ für acht Tage ins Gefängnis gesteckt. Immerhin pries 1868 eine Anzeige im Bayreuther Tagblatt „25 prachtvolle Photographien von Frauengruppen in reizender Stellung, darunter die pikantesten Tableaux“ an.
1871 wählte Richard Wagner Bayreuth als Ort seiner geplanten Festspiele und ließ auf dem Grünen Hügel sein Opernhaus errichten. Am 13. August 1876 fand dort die erste Aufführung statt. Die Infrastruktur der damals 22.000 Einwohner zählenden Stadt brach bereits beim ersten Ansturm der aus aller Welt angereisten Gäste zusammen. Beklagt wurden u. a. miserable Quartiere, überfüllte Gasthäuser, überhöhte Preise und der Mangel an Mietdroschken. Auch das Fehlen eines Bordells wurde bemängelt. Bereits unter den vielen tausend Touristen zur Zeit der zweiten Festspielsaison im Jahr 1882 befand sich vermutlich der offiziell „reisende Weinhändler“ Josef Kratz aus Litschkau in Böhmen.

## Die Bordelle der Anna Kratz

„Weinhandlung Anna Kratz“ in der Wörthstraße 48½, errichtet 1904

Josef Kratz erwarb 1892 das Anwesen Kasernstraße 23½, das außerhalb des bebauten Gebiets in der heutigen Leuschnerstraße lag. Dort richtete seine Ehefrau Anna Kratz einen Bordellbetrieb ein. Zu jener Zeit hatten sich die Sitten bereits ein wenig gelockert, und Bayreuther Ansichtskartenverleger überboten einander mit Darstellungen nackter Figuren aus Wagner-Opern. Vor allem die Zauberin und Hure Kundry aus dem Parsifal, die sich Wagner selbst „wie eine tizianische Venus nackt daliegend“ vorgestellt hatte, wurde in aufreizenden Posen dargestellt. Die Bayreuther Behörden duldeten die Gründung des Bordells stillschweigend. Offenbar war die Zeit für eine derartige Einrichtung reif gewesen: Die Sozialreformer wollten mit „kasernierter Prostitution“ die Prostituierten von der Straße holen und ihnen einen menschenwürdigen Arbeitsplatz in einem „ordentlichen“ Haus geben. Zudem würde die gesundheitspolizeiliche Überwachung erleichtert und die Ausbreitung von Geschlechtskrankheiten eingedämmt. Den Ausschlag gab aber vermutlich der Umstand, dass die Behörden vom Kratz’schen Überraschungscoup überrumpelt worden waren.
Im Februar 1904 erhielt Lorenz Reichlmeier, damals vorübergehend Pächter des Kratz’schen Etablissements, die Genehmigung für den Bau eines neuen Bordells in der Wörthstraße 48½ (heute Leuschnerstraße 48) am Rand des damals neu angelegten Kasernenviertels. Dieses wurde euphemistisch als „Weinhandlung“ deklariert. Ein zweites, um 1904 von Kratz errichtestes Haus im heutigen Stadtteil Birken durfte jene aufgrund des Einspruchs eines Adeligen aber nicht als Bordell eröffnen.

## Zeit der nationalsozialistischen Herrschaft
1933 waren die Nationalsozialisten mit dem Anspruch einer „moralischen und sittlichen Erneuerung des deutschen Volkes“ angetreten. 1937 erklärte der Reichspolizeichef Heinrich Himmler vor SS-Gruppenführern jedoch: „Wir werden auf dem Gebiet [der Prostitution] großzügig sein bis zum Geht-nicht-mehr, denn man kann nicht einesteils verhindern wollen, dass die ganze Jugend zur Homosexualität abwandert und andererseits jeden Ausweg sperren“. Daher existierte das vormals Kratz’sche Bordell bis kurz vor dem Ende des „Dritten Reichs“ weiter. Am 8. April 1945 wurde das Gebäude bei einem Angriff der US Air Force auf das Kasernenviertel durch eine Fliegerbombe zerstört.

## Nach dem Zweiten Weltkrieg
Am 14. April 1945 wurde Bayreuth von US-Truppen eingenommen. Zunächst lediglich vier Stunden am Tag durfte die Bevölkerung die Häuser verlassen, und den amerikanischen Soldaten war der Kontakt mit Deutschen verboten. Dennoch, vermutlich um der Ausbreitung von Geschlechtskrankheiten vorzubeugen, äußerte der Militärgouverneur Caroll J. Reilly bereits am 4. Mai 1945 den Wunsch nach der Einrichtung eines Bordells. Die Angelegenheit wurde mit dem Oberbürgermeister Josef Kauper und zwei Ärzten des provisorischen Gesundheitsdiensts „unter der Hand“ geregelt, um keine Schließung des Etablissements durch die Militärregierung zu provozieren. Ebenfalls in der Leuschnerstraße gelegen, existierte der „Amipuff“ bis 1948.
Ungeachtet des Fraternisierungsverbots verbreiteten sich die Geschlechtskrankheiten unter den GIs dennoch nahezu epidemisch. Sogar erst dreizehn Jahre alte Schülerinnen waren, laut einem Bericht der örtlichen Tageszeitung von April 1947, „mit den Praktiken einer Dirne durchaus vertraut“. Die Militärpolizei jagte die Veronikas, wie die „leichten Mädchen“ von den Soldaten genannt wurden, und zwang oft auch Unbescholtene zur ärztlichen Untersuchung. In seinem Monatsbericht für die Militärregierung beklagte im Dezember 1946 Oberbürgermeister Oscar Meyer „… daß man ehrbare Frauen wie Huren und Dirnen behandelt“.
Am 1. April 1946 wurden in der amerikanischen Zone die Ausgangsbeschränkungen aufgehoben, das Fraternisierungsverbot war da bereits stillschweigend außer Kraft gesetzt. Nun konnten US-Soldaten und deutsche „Frolleins“ leichter einander näherkommen. Damit man gemeinsam die Clubs betreten konnte, benötigten die Mädchen einen speziellen „Gesellschaftspass“. GIs, die vom Truppenübungsplatz Grafenwöhr auf Wochenendurlaub im Hauptbahnhof ankamen, wurden dort von „geschäftstüchtigen Damen aller Altersklassen“ empfangen. Auch vermittelten dort junge Männer „Girls gegen Dollars“. Im Juni 1949 titelte die Fränkische Presse: „Polizei und MP räumen verborgene Liebesnester aus – Entschiedene Bekämpfung des zunehmenden Dirnenunwesens“.
Im Oktober 1974 erfuhr die überwiegende Mehrzahl der Bayreuther, dass sich im Gasthof Zur Schere in der Markgrafenallee ein sogenanntes Dirnenwohnheim etabliert hatte. Mittlerweile war die Zahl jener größer geworden, die meinten, eine solche Entwicklung könne man auf die Dauer auch in Bayreuth nicht aufhalten. Im Rathaus hätte man eine so umstrittene Einrichtung indes lieber im Industriegebiet gesehen.